# Aniceto dos Santos
Se procura o professor e jornalista terceirense homónimo, veja Aniceto António dos Santos.

Aniceto António dos Santos CvA • OA (Angra do Heroísmo, 10 de janeiro de 1898 — Ponta Delgada, 8 de março de 1965), em geral referido por Capitão Aniceto dos Santos, foi um militar e político açoriano que, entre outras funções, foi governador civil do Distrito Autónomo de Ponta Delgada. Foi o fundador do Escutismo Católico nos Açores e o primeiro chefe regional daquele movimento juvenil. Foi pai de António Clemente Pereira da Costa Santos, empresário e membro do III Governo Regional dos Açores.

## Biografia
Nasceu em Santa Luzia da cidade de Angra do Heroísmo, filho de Aniceto António dos Santos, professor e jornalista, e de sua esposa Maria Augusta Linhares de Meneses. Foi aluno do Liceu de Ponta Delgada, ingressando depois na Escola do Exército e prosseguiu uma carreira militar que terminaria em 1945 no posto de capitão de Infantaria.
Em 1925, no posto de tenente, Aniceto dos Santos foi um dos fundadores do Escutismo Católico nos Açores, integrando a primeira Junta Regional que se formou em Agosto daquele ano. A primeira Junta Regional dos Açores era formada pelo então tenente Aniceto António dos Santos, que exercia as funções de Comissário (ou seja Chefe Regional), pelo padre Manuel de Medeiros Guerreiro, que era o director espiritual (Assistente) e por Diocleciano Maria da Silva, o Inspector Regional.
Em 1926 assumiu as primeiras funções de natureza política, quando desempenhou as funções de oficial-às-ordens do marechal Gomes da Costa, então exilado na ilha de São Miguel na sequência das desavenças surgidas nos meios político-militares após o Golpe de 28 de Maio de 1926.
Ligando-se às grandes famílias terratenentes da ilha de São Miguel, e tendo ganho a confiança da Ditadura Nacional e depois do Estado Novo, iniciou uma importante carreira política que o levaria a ser chefe do gabinete militar e ajudante do Delegado Especial do Governo da República na guarnição de São Miguel e a lhe serem conferidas missões especiais de alta responsabilidade e confiança na administração político-militar dos Açores.
Foi agraciado com os graus de Cavaleiro (18 de janeiro de 1929) e Oficial (1 de outubro de 1941) da Ordem Militar de Avis.
Em 1945, tendo passado à situação de militar na reserva, assumiu o cargo de governador civil substituto e de vice-presidente da Câmara Municipal de Ponta Delgada.
Foi depois nomeado governador civil do Distrito Autónomo de Ponta Delgada, cargo que exerceu de 2 de outubro de 1946 a 10 de dezembro de 1954. Durante o seu mandato promoveu a realização da Conferência da Administração Pública Distrital, de Maio de 1948 a Maio de 1950, em Ponta Delgada, e também a Conferência Insular Açoriana, de 25 de Julho a 1 de Agosto de 1954, com a participação de representantes dos Distritos Autónomos de Angra do Heroísmo e da Horta.
Para além das suas funções políticas, foi administrador da Fábrica de Tabaco Micaelense e cônsul da França em Ponta Delgada.